# Duttaphrynus
A  Duttaphrynus a kétéltűek (Amphibia) osztályába, a békák (Anura) rendjébe és a varangyfélék (Bufonidae) családjába tartozó nem. Az ide tartozó fajokat korábban a Bufo nemzetségbe sorolták.

## Előfordulásuk
A nem fajai Észak-Afrikában és Ázsiában honosak.

## Rendszerezés
A nembe az alábbi fajok tartoznak:
- Duttaphrynus atukoralei (Bogert & Senanayake, 1966)
- Duttaphrynus beddomii (Günther, 1876)
- Duttaphrynus brevirostris (Rao, 1937)
- Duttaphrynus chandai Das, Chetia, Dutta & Sengupta, 2013
- Duttaphrynus crocus (Wogan, Win, Thin, Lwin, Shein, Kyi & Tun, 2003)
- Duttaphrynus dhufarensis (Parker, 1931)
- Duttaphrynus himalayanus (Günther, 1864)
- Duttaphrynus hololius (Günther, 1876)
- Duttaphrynus kiphirensis (Mathew & Sen, 2009)
- Duttaphrynus kotagamai (Fernando & Dayawansa, 1994)
- Duttaphrynus mamitensis (Mathew & Sen, 2009)
- Duttaphrynus manipurensis (Mathew & Sen, 2009)
- feketeragyás varangy (Duttaphrynus melanostictus) (Schneider, 1799)
- Duttaphrynus microtympanum (Boulenger, 1882)
- Duttaphrynus mizoramensis (Mathew & Sen, 2009)
- Duttaphrynus nagalandensis (Mathew & Sen, 2009)
- Duttaphrynus noellerti  (Manamendra-Arachchi & Pethiyagoda, 1998)
- Duttaphrynus olivaceus (Blanford, 1874)
- Duttaphrynus parietalis (Boulenger, 1882)
- Duttaphrynus scaber (Schneider, 1799)
- Duttaphrynus silentvalleyensis (Pillai, 1981)
- Duttaphrynus stomaticus (Lütken, 1864)
- Duttaphrynus stuarti (Smith, 1929)
- Duttaphrynus sumatranus (Peters, 1871)
- Duttaphrynus totol (Ohler, 2010)
- Duttaphrynus valhallae (Meade-Waldo, 1909)
- Duttaphrynus wokhaensis (Mathew & Sen, 2009)